# Chevrolet Corvair

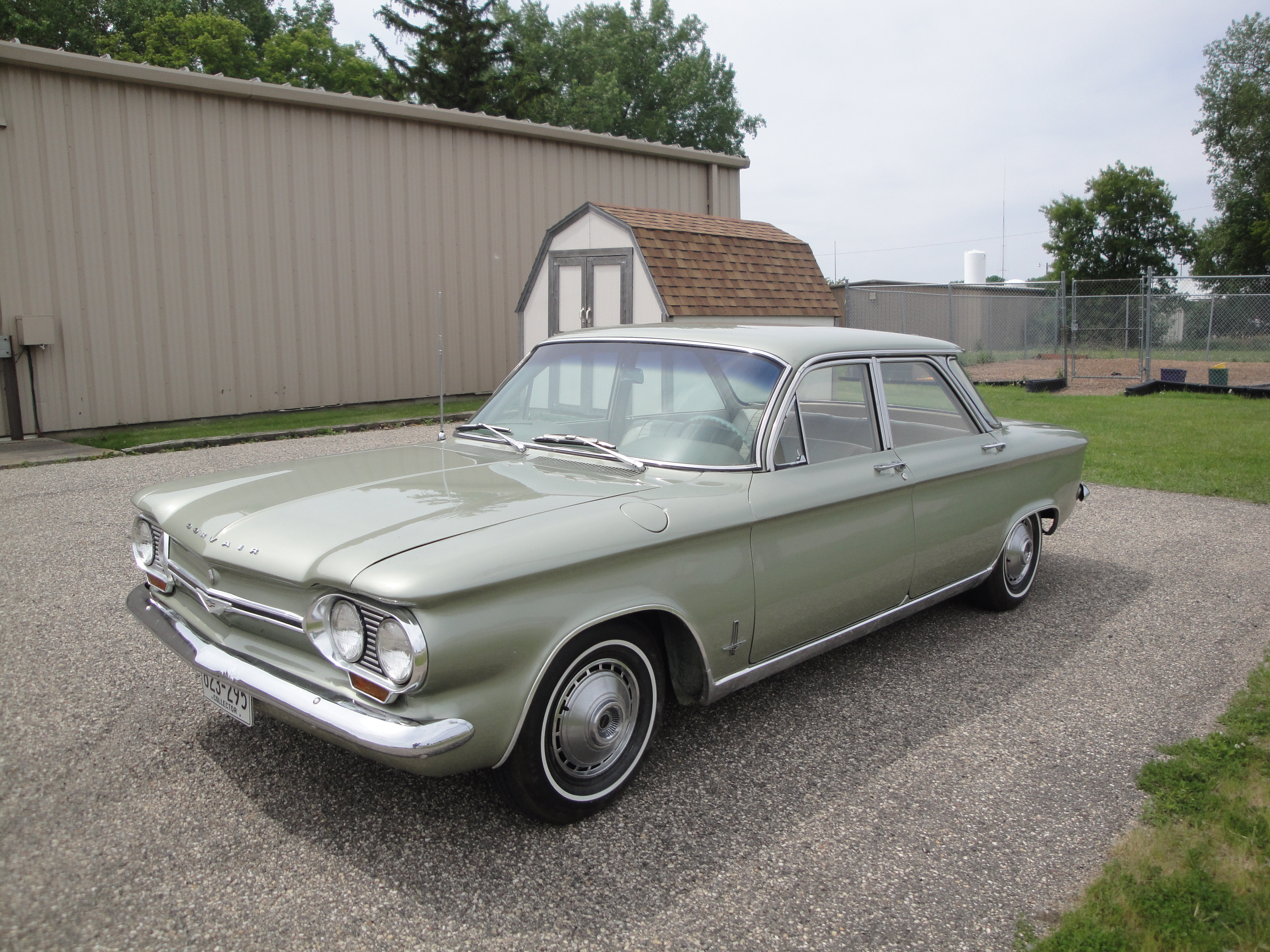
Chevrolet Corvair Monza,
1. Generation

Der Chevrolet Corvair ist ein amerikanischer Wagen mit Heckmotor, der zum US-amerikanischen Automobilhersteller General Motors (GM) gehörenden Automobilmarke Chevrolet. Der Pkw mit luftgekühltem Sechszylinder-Boxermotor im Heck wurde von Oktober 1959 bis 1969 gebaut.

## Allgemeines
Der Corvair sollte das Programm von General Motors nach unten erweitern und wie die gleichzeitig erschienenen Konkurrenzmodelle Ford Falcon und Plymouth Valiant eine Alternative zu den Ende der 1950er-Jahre zunehmend erfolgreichen Importwagen, in erster Linie zum VW Käfer, bieten. Die Entwicklungszeit betrug neun Jahre. Das Design war unkonventionell für Detroit, ohne Heckflossen oder Chromgrill.
Die dabei angebotene technische Lösung mit Heckmotor machte den Corvair für die USA einzigartig. Seit Jahrzehnten folgten alle US-amerikanischen Serienwagen der Standardbauweise (wassergekühlter, längs eingebauter Frontmotor, Hinterradantrieb). GM orientierte sich beim Corvair – als einzigem amerikanischen Serienauto – am VW Käfer. So bekam er, wie der VW, einen hinten eingebauten luftgekühlten Boxermotor, der die Hinterräder über ein mit dem Differential in einem Gehäuse vereinigten Schaltgetriebe antrieb. Das Getriebe verwendete GM auch im Pontiac Tempest mit einem Frontmotor. Als Zugeständnis an die US-amerikanischen Kunden hat der Motor sechs Zylinder und über 2 Liter Hubraum und ist stärker und leistungsfähiger als der des VW Käfer. Viele wichtige Komponenten waren aus Aluminium gefertigt. Die Aufhängung war an allen vier Rädern unabhängig und wurde von Chevrolet „Quadri-Flex“ genannt. Die Karosserie war selbsttragend und nicht auf einem extra Rahmen montiert und hatte rundherum Einscheiben-Sicherheitsglas. Die Lehne der Rückbank war bereits in der Serienausstattung umklappbar und bot Zugang zu einem Gepäckabteil dahinter. Viele technische Lösungen ließ GM sich patentieren. Das Time-Magazine setzte Ed Cole und den Corvair auf die Titelseite, und Motor Trend kürte den Corvair zum „Auto des Jahres 1960“.
Chevrolet behauptete, die Heckmotorkonstruktion biete Vorteile in Bezug auf Raumausnutzung und Wirtschaftlichkeit. Herausgestellt wurden niedrigere Silhouette, ein flacher Boden im Fahrgastraum (ohne den für Hinterradantriebe typischen Mitteltunnel), keine Notwendigkeit von Servolenkung oder Bremskraftverstärker, verbesserte Traktion und Bremsbalance. Der Corvair mit der Z-Form genannten Bodengruppe und Heckantrieb unterschied sich deutlich von anderen typischen amerikanischen Fahrzeugen dieser Zeit mit Frontmotor. Im Konzern gab es keine vergleichbaren parallel angebotenen Modelle anderer GM-Marken. Ähnliche Antriebskonzepte verfolgten andere Hersteller mit Fahrzeugen wie Tatra 77, Tucker 48, Fiat 600, Porsche 356, Renault Dauphine sowie Subaru 360 und NSU Prinz.
Der Name „Corvair“ entstand als Zusammensetzung aus „Corvette“ und „Bel Air“, ein Name, der erstmals 1954 auf ein auf der Corvette basierendes Konzept mit einem Hardtopdach im Fastbackstil angewandt wurde, das Teil der Motorama-Wanderausstellung war. Bei der Anwendung auf die späteren Serienmodelle bezog sich der „Air“-Teil auf die Luftkühlung des Motors.
Die Fertigung der Fahrzeuge erfolgte neben sechs Fabriken in den USA und Kanada auch in Südafrika, Mexiko, Venezuela, der Schweiz und Belgien sowie Dänemark.

## 1. Generation (1960–1964)

### Angebotene Motoren der 1. Generation
| Chevrolet Corvair     | 140                                                  | 140                                                  | 145                                                  | 145                                                  | 145                                                  | 145                                                  | 164                                                  | 164                                                  | 164                                                  |
| --------------------- | ---------------------------------------------------- | ---------------------------------------------------- | ---------------------------------------------------- | ---------------------------------------------------- | ---------------------------------------------------- | ---------------------------------------------------- | ---------------------------------------------------- | ---------------------------------------------------- | ---------------------------------------------------- |
| Bestellcode           | Std                                                  | 649                                                  | Std                                                  | 649 / L62                                            | 649 / L62                                            | 690 / L87                                            | Std                                                  | L62                                                  | L87                                                  |
| Motorname             | Turbo-Air                                            | Turbo-Air Special                                    | Turbo-Air                                            | Super Turbo-Air                                      | High-Performance Turbo-Air                           | Turbocharged                                         | Super Turbo-Air                                      | High-Performance Turbo-Air                           | Turbocharged                                         |
| Bauzeitraum           | 1960                                                 | 1960                                                 | 1961–1963                                            | 1961–1963                                            | 1962–1963                                            | 1962–1963                                            | 1964                                                 | 1964                                                 | 1964                                                 |
|                       |                                                      |                                                      |                                                      |                                                      |                                                      |                                                      |                                                      |                                                      |                                                      |
| Motorart              | Ottomotor                                            | Ottomotor                                            | Ottomotor                                            | Ottomotor                                            | Ottomotor                                            | Ottomotor                                            | Ottomotor                                            | Ottomotor                                            | Ottomotor                                            |
| Motorarbeitsverfahren | Viertakt                                             | Viertakt                                             | Viertakt                                             | Viertakt                                             | Viertakt                                             | Viertakt                                             | Viertakt                                             | Viertakt                                             | Viertakt                                             |
| Motorbauart           | 6-Zylinder-Boxermotor, längs im Heck eingebaut       | 6-Zylinder-Boxermotor, längs im Heck eingebaut       | 6-Zylinder-Boxermotor, längs im Heck eingebaut       | 6-Zylinder-Boxermotor, längs im Heck eingebaut       | 6-Zylinder-Boxermotor, längs im Heck eingebaut       | 6-Zylinder-Boxermotor, längs im Heck eingebaut       | 6-Zylinder-Boxermotor, längs im Heck eingebaut       | 6-Zylinder-Boxermotor, längs im Heck eingebaut       | 6-Zylinder-Boxermotor, längs im Heck eingebaut       |
| Hubraum               | 2295 cm3 (139,6 in3)                                 | 2295 cm3 (139,6 in3)                                 | 2381 cm3 (144,8 in3)                                 | 2381 cm3 (144,8 in3)                                 | 2381 cm3 (144,8 in3)                                 | 2381 cm3 (144,8 in3)                                 | 2685 cm3 (164 in3)                                   | 2685 cm3 (164 in3)                                   | 2685 cm3 (164 in3)                                   |
| Bohrung × Hub         | 85,72 mm × 66,04 mm (3,37 in × 2,60 in)              | 85,72 mm × 66,04 mm (3,37 in × 2,60 in)              | 87,31 mm × 66,27 mm (3,43 in × 2,61 in)              | 87,31 mm × 66,27 mm (3,43 in × 2,61 in)              | 87,31 mm × 66,27 mm (3,43 in × 2,61 in)              | 87,31 mm × 66,27 mm (3,43 in × 2,61 in)              | 87,31 mm × 74,67 mm (3,43 in × 2,94 in)              | 87,31 mm × 74,67 mm (3,43 in × 2,94 in)              | 87,31 mm × 74,67 mm (3,43 in × 2,94 in)              |
| Bankwinkel            | 180°                                                 | 180°                                                 | 180°                                                 | 180°                                                 | 180°                                                 | 180°                                                 | 180°                                                 | 180°                                                 | 180°                                                 |
| Ventilsteuerung       | OHV, zwei Ventile, Stößel, Stoßstangen und Kipphebel | OHV, zwei Ventile, Stößel, Stoßstangen und Kipphebel | OHV, zwei Ventile, Stößel, Stoßstangen und Kipphebel | OHV, zwei Ventile, Stößel, Stoßstangen und Kipphebel | OHV, zwei Ventile, Stößel, Stoßstangen und Kipphebel | OHV, zwei Ventile, Stößel, Stoßstangen und Kipphebel | OHV, zwei Ventile, Stößel, Stoßstangen und Kipphebel | OHV, zwei Ventile, Stößel, Stoßstangen und Kipphebel | OHV, zwei Ventile, Stößel, Stoßstangen und Kipphebel |
| Nockenwellenantrieb   | Zahnräder                                            | Zahnräder                                            | Zahnräder                                            | Zahnräder                                            | Zahnräder                                            | Zahnräder                                            | Zahnräder                                            | Zahnräder                                            | Zahnräder                                            |
| Kühlung               | Luftkühlung mit temperaturgesteuertem Gebläse        | Luftkühlung mit temperaturgesteuertem Gebläse        | Luftkühlung mit temperaturgesteuertem Gebläse        | Luftkühlung mit temperaturgesteuertem Gebläse        | Luftkühlung mit temperaturgesteuertem Gebläse        | Luftkühlung mit temperaturgesteuertem Gebläse        | Luftkühlung mit temperaturgesteuertem Gebläse        | Luftkühlung mit temperaturgesteuertem Gebläse        | Luftkühlung mit temperaturgesteuertem Gebläse        |

Quellen:
Die angegebene Leistung der Motoren variiert von Modelljahr zu Modelljahr und wird deshalb im Artikel getrennt für jedes Modelljahr angegeben. Die unterschiedliche Leistung ergab sich unter anderem durch Änderungen der Ansaug- und Abgaswege oder durch die Änderung des Verdichtungsverhältnisses oder Einstellung der Vergaser.
Weiter ist wichtig, dass die Motorleistung nach den Standards SAE J245 und J1995 gemessen wurde. Dabei wurde der Motor auf einem Motorenprüfstand an eine Wirbelstrombremse angeschlossen (daher der Name Bremsleistung) und auf seine Leistungsfähigkeit geprüft. Generator, Luftfilter und weitere Nebenaggregate des Motors waren abgebaut, was die Leistung des Motors höher scheinen lässt, als sie tatsächlich war. Darüber hinaus wurde zugunsten von niedrigen Versicherungsprämien die Leistung manchmal auch niedriger angegeben. Daher sind frühe SAE-Leistungsangaben nicht mit DIN-Leistungsangaben nach DIN 70020 oder ISO 1585 vergleichbar und können nur als Anhaltspunkt für die ungefähre Einordnung dienen.

### 1960
Am 2. Oktober 1959 wurde der Corvair mit den Ausstattungslinien 500 Standard oder 700 Deluxe auf dem Markt eingeführt. Die Modelle waren eine 4-türige Limousine und ein 2-türiges Club Coupé, Letzteres wurde erst im Januar 1960 eingeführt. Die Modelle 500 und 700 haben jeweils sechs Sitzplätze auf zwei durchgehenden Sitzbänken. Die fünfsitzige Serie 900 Monza wurde ab Februar 1960 verkauft.
Angetrieben war der Wagen von einem Aluminium-Sechszylinder-Boxermotor, von GM „Turbo-Air“ genannt, mit  2295 cm3 (139,6 in3) Hubraum und einem Vergaser pro Zylinderbank, der 80 SAE-PS brutto bei 4400 min−1 (ca. 65 DIN-PS netto, ca. 48 kW) leistete. Die Bohrung und der Hub betrugen 85,72 mm (3,37 Zoll) und 66,04 mm (2,60 Zoll) und die Verdichtung 8 : 1. Der 6-Zylinder war für einen Aufpreis von 27 USD auch als Turbo-Air-Special-Motor mit anderer Nockenwelle und 95 SAE-PS brutto verfügbar.
Mechanisch hatte das Auto einige Probleme. Öllecks waren häufig. Der Motor neigte zu Fehlzündungen und Keilriemen sprangen von den Riemenscheiben. Häufig wurden von der Heizung Abgase angesaugt und in den Innenraum geblasen. Außerdem war das Auto etwas zu radikal für viele Mechaniker in der Nachbarschaft, die um Reparaturen gebeten wurden.
Als Getriebe standen eine GM PowerGlide-Automatik mit zwei Gängen oder handgeschaltete Getriebe mit drei oder vier Gängen zur Wahl.
Die Vorderräder waren an Doppelquerlenkern aufgehängt, hinten hatte der Wagen eine Pendelachse.
Der Grundpreis des 2-türigen Coupés betrug 1984 US-Dollar. Die Modelle 700 Deluxe unterschieden sich durch mehr Chromzierrat und eine umfangreichere Ausstattung vom 500 und kosteten 65 USD mehr. So gehörten u. a. eine Sonnenblende auf der Beifahrerseite und Armlehnen zur Serienausstattung des Deluxe.
Die Karosserieform der ersten Serie (1960 bis 1964) mit der von einer umlaufenden Sicke betonten Gürtellinie war Vorbild für NSU Prinz 4, Fiat 1300 und ZAZ 968.
| Chevrolet Corvair                                   | 140                            | 140                            |
| --------------------------------------------------- | ------------------------------ | ------------------------------ |
| Bestellcode                                         | Std                            | 649                            |
| Motorname                                           | Turbo-Air                      | Turbo-Air Special              |
| Bremsleistung (brutto SAE-PS) bei Drehzahl in min−1 | 80 SAE-PS bei 4400             | 95 SAE-PS bei 4800             |
| max. brutto Drehmoment bei min−1                    | 169 Nm (125 lbf·ft) bei 2400   | 169 Nm (125 lbf·ft) bei 2800   |
| Verdichtung                                         | 8,0 : 1                        | 8,0 : 1                        |
| Gemischaufbereitung                                 | zwei Fallstrom-Einfachvergaser | zwei Fallstrom-Einfachvergaser |

### 1961
Für das Modelljahr 1961 wurde das Programm um einen fünftürigen Kombi mit dem Namen Lakewood ergänzt. Unter dem Namen Chevrolet Greenbrier Sportswagon war ein Kleinbus (ähnlich dem VW-Bus) im Modelljahr neu sowie der Kastenwagen Corvan und der Corvair 95 als Pick-up. Das Monza-Coupé, mit vorderen Einzelsitzen, wurde als sportlicher 4-Sitzer geführt.
Der Hubraum des Boxermotors wurde auf 2,4 Liter (144,8 in3) vergrößert, wobei die Nennleistung unverändert blieb. Bohrung und Hub betrugen 87,31 mm (3,43 Zoll) und 66,27 mm (2,61 Zoll).
Äußerlich gab es die üblichen Änderungen. Die Frontfläche änderte die Form auf der Länge zwischen den Scheinwerfern von konkav zu konvex. Der Chevrolet-Schriftzug auf der Motorhaube verschwand, stattdessen stand dort Corvair. Die Scheinwerfereinfassungen änderten sich ebenfalls und die Sitze bekamen Vollschaumpolsterungen. Das Reserverad war bei den Limousinen und Kombis nicht mehr im vorderen Kofferraum, sondern über dem Motor im Heck. Der Fahrgastraum wurde besser gegen Motorgeräusche gedämmt und gegen die Motorwärme isoliert. Das Tankvolumen erhöhte sich von knapp 42 auf etwa 53 Liter (von 11 auf 14 Gallonen) bei Limousine und Coupé. Beim Kombi betrug das Volumen 70 Liter (18,5 Gallonen).
| Chevrolet Corvair                                   | 145                            | 145                               |
| --------------------------------------------------- | ------------------------------ | --------------------------------- |
| Bestellcode                                         | Std                            | 649                               |
| Motorname                                           | Turbo-Air                      | Super Turbo-Air                   |
| Bremsleistung (brutto SAE-PS) bei Drehzahl in min−1 | 80 SAE-PS bei 4400             | 98 SAE-PS bei 4600                |
| max. brutto Drehmoment bei min−1                    | 174 Nm (128 lbf·ft) bei 4600   | 179 Nm (132 lbf·ft) bei 2800–3000 |
| Verdichtung                                         | 8,0 : 1                        | 9,0 : 1                           |
| Gemischaufbereitung                                 | zwei Fallstrom-Einfachvergaser | zwei Fallstrom-Einfachvergaser    |

### 1962
Das neue Modelljahr bot keine wesentlichen Änderungen der Karosserie. Wie in den Vorjahren wurde die Front leicht modifiziert, indem die Chromspange geteilt wurde und wie zwei schmale Grillelemente erschien. Ab 1962 gab es das Basismodell nur noch als Coupé, die Limousine der 500-Serie wurde aus dem Programm genommen. Die Monza-Reihe wurde zusätzlich um ein 4-sitziges Cabriolet ergänzt. Diese beiden Zweitürer gab es auch als Ausstattungspaket Monza Spyder mit Turbolader und 150 brutto SAE-PS (ca. 152 DIN-PS). Der Spyder war mit manuellem Getriebe und ohne Klimaanlage lieferbar. Der Basis-Corvair war mit der 80 SAE-PS starken Boxer-Version bestückt, der Monza konnte mit PowerGlide-Automatik 84 SAE-PS bei einer Verdichtung von 9 : 1 mobilisieren. Als Extra war eine Variante mit 102 SAE-PS verfügbar.
Die Monzas hatten vorn serienmäßig Einzelsitze. Als Extras waren für den Corvair eine Klimaanlage wie auch eine Standheizung lieferbar.
| Chevrolet Corvair                                   | 145                            | 145                            | 145                               | 145                               |
| --------------------------------------------------- | ------------------------------ | ------------------------------ | --------------------------------- | --------------------------------- |
| Bestellcode                                         | Std                            | Std                            | 649                               | 690                               |
| Motorname                                           | Turbo-Air                      | Turbo-Air                      | High-Performance Turbo-Air        | Turbocharged                      |
| Bremsleistung (brutto SAE-PS) bei Drehzahl in min−1 | 80 SAE-PS bei 4400             | 84 SAE-PS bei 4400             | 102 SAE-PS bei 4400               | 150 SAE-PS bei 4400               |
| max. brutto Drehmoment bei min−1                    | 174 Nm (128 lbf·ft) bei 2300   | 176 Nm (130 lbf·ft) bei 2300   | 182 Nm (134 lbf·ft) bei 2800–3000 | 285 Nm (210 lbf·ft) bei 3200–3000 |
| Verdichtung                                         | 8,0 : 1                        | 8,0 : 1                        | 9,0 : 1                           | 8,0 : 1                           |
| Gemischaufbereitung                                 | zwei Fallstrom-Einfachvergaser | zwei Fallstrom-Einfachvergaser | zwei Fallstrom-Einfachvergaser    | ein Querstrom-Einfachvergaser     |

### 1963
Auch 1963 wurde der Chrommittelsteg der Front geändert, über dem der Schriftzug „Corvair“ angebracht war, zudem waren die vorderen Blinkleuchten bernsteinfarben. Das Modelljahr brachte selbstnachstellende Bremsen an allen Rädern und Verbesserungen am kleinen Motor, so wurden Riemenführungen überarbeitet und ein verbesserter Ölkühler eingebaut. Der Monza erhielt neue Schwellerleisten. Weitere auffällige Änderungen gab es nicht. Der Lakewood-Kombi verschwand aus dem Programm, wobei die Greenwood- bzw. Transporter-Varianten verfügbar blieben.
| Chevrolet Corvair                                   | 145                            | 145                            | 145                               | 145                               |
| --------------------------------------------------- | ------------------------------ | ------------------------------ | --------------------------------- | --------------------------------- |
| Bestellcode                                         | Std                            | Std                            | L62                               | L87                               |
| Motorname                                           | Turbo-Air                      | Turbo-Air                      | High-Performance Turbo-Air        | Turbocharged                      |
| Bremsleistung (brutto SAE-PS) bei Drehzahl in min−1 | 80 SAE-PS bei 4400             | 84 SAE-PS bei 4400             | 102 SAE-PS bei 4400               | 150 SAE-PS bei 4400               |
| max. brutto Drehmoment bei min−1                    | 174 Nm (128 lbf·ft) bei 2300   | 176 Nm (130 lbf·ft) bei 2300   | 182 Nm (134 lbf·ft) bei 2800–3000 | 285 Nm (210 lbf·ft) bei 3200–3000 |
| Verdichtung                                         | 8,0 : 1                        | 8,0 : 1                        | 9,0 : 1                           | 8,0 : 1                           |
| Gemischaufbereitung                                 | zwei Fallstrom-Einfachvergaser | zwei Fallstrom-Einfachvergaser | zwei Fallstrom-Einfachvergaser    | ein Querstrom-Einfachvergaser     |

### 1964
Im letzten Produktionsjahr der 1. Generation gab es ebenfalls kleine Modifikationen an der Karosserie. Die Chromspange der Front reichte wieder von Scheinwerfer zu Scheinwerfer und hatte eine schwarze Einlage, zusätzlich war der Corvair-Schriftzug auf der Vorderkante der Kofferraum- und Motorraumklappe angebracht. Die Heckleuchten wurden ebenso überarbeitet wie der Kühlluftgrill.
Technisch entwickelte GM den Corvair in diesem Jahr weiter. Die Hinterradaufhängung wurde mit einer Ausgleichsfeder (Querblattfeder) und weicheren Schraubenfedern versehen, dazu gab es serienmäßig einen vorderen Stabilisator, um die Neigung zum Übersteuern zu verringern. Die Hinterachse erhielt gerippte Bremstrommeln.
Ab Herbst 1963 wurden die Motoren auf 2,7 Liter (164 in3) vergrößert, bei unveränderter Bohrung, aber einem Hub von 74,67 mm (2,94 Zoll). Sie leisteten in der Saugversion 95 SAE-PS (ca. 96 DIN-PS) bei 3600 min−1, mit Turbolader im Monza Spyder 150 SAE-PS bei 4000 min−1, jeweils bei einer Verdichtung von 8,25 : 1.
Mitte des Jahres brachte Ford den Mustang auf den Markt. Die zweitürige Coupé-Variante des Corvair war in genau diesem Markt der kompakten sportlichen 4-Sitzer platziert und geriet durch den neuen Mustang unter starken Wettbewerbsdruck. Im ersten Jahr verkaufte Ford über 400.000 Mustangs. Dem gegenüber standen rund 170.000 2-türige Corvair – im Jahr davor waren es 220.000. Die Auswahl an Motoren war für Kunden ein Entscheidungskriterium: den Mustang gab es mit 6-Zylinder-Reihenmotoren und V8-Motor, während für den Corvair nur der 6-Zylinder-Boxermotor verfügbar war.
Für den europäischen Markt gab es die im GM-Montagewerk im schweizerischen Biel/Bienne gefertigte, viertürige Limousine mit 2688 cm3-Motor und 112 PS (Serie 700).
| Chevrolet Corvair                                   | 164                            | 164                            | 164                           |
| --------------------------------------------------- | ------------------------------ | ------------------------------ | ----------------------------- |
| Bestellcode                                         | Std                            | L62                            | L87                           |
| Motorname                                           | Turbo-Air                      | High-Performance Turbo-Air     | Turbocharged                  |
| Bremsleistung (brutto SAE-PS) bei Drehzahl in min−1 | 95 SAE-PS bei 3600             | 110 SAE-PS bei 4400            | 150 SAE-PS bei 4000           |
| max. brutto Drehmoment bei min−1                    | 209 Nm (154 lbf·ft) bei 2400   | 217 Nm (160 lbf·ft) bei 2800   | 315 Nm (232 lbf·ft) bei 3200  |
| Verdichtung                                         | 8,25 : 1                       | 9,25 : 1                       | 8,25 : 1                      |
| Gemischaufbereitung                                 | zwei Fallstrom-Einfachvergaser | zwei Fallstrom-Einfachvergaser | ein Querstrom-Einfachvergaser |

### Produktionszahlen und Preisentwicklung der 1. Generation
In jedem der ersten sechs Modelljahre wurden mehr als 200.000 Corvair verkauft.
Der VW Käfer wurde im Jahr 1960 fast 160.000 mal in den USA verkauft, aber vom Ford Falcon wurden über 435.000 Einheiten abgesetzt.

| Modelljahr                 | 1960      | 1960      |           | 1961      | 1961      |           | 1962      | 1962      |           | 1963      | 1963 |  | 1964    | 1964 |
| Modelljahr                 | Stückzahl | Preis     | Stückzahl | Preis     | Stückzahl | Preis     | Stückzahl | Preis     | Stückzahl | Preis     |      |  |         |      |
| -------------------------- | --------- | --------- | --------- | --------- | --------- | --------- | --------- | --------- | --------- | --------- | ---- |  | ------- | ---- |
| Limousine 500              | 47.683    | USD 2.038 | 18.752    | USD 1.974 |           |           |           |           |           |           |      |  |         |      |
| Coupé 500                  | 14.628    | USD 1.984 | 18.857    | USD 1.920 | 16.245    | USD 1.992 | 16.680    | USD 1.992 | 22.968    | USD 2.000 |      |  |         |      |
| Kombi 500                  |           |           | 5.591     | USD 2.266 |           |           |           |           |           |           |      |  |         |      |
| Limousine 700              | 139.208   | USD 2.103 | 51.948    | USD 2.039 | 35.368    | USD 2.111 | 20.684    | USD 2.110 | 16.295    | USD 2.119 |      |  |         |      |
| Coupé 700                  | 36.562    | USD 2.049 | 24.786    | USD 1.985 | 18.474    | USD 2.057 | 12.378    | USD 2.058 |           |           |      |  |         |      |
| Kombi 700                  |           |           | 20.451    | USD 2.330 | 3.716     | USD 2.407 |           |           |           |           |      |  |         |      |
| Limousine 900 Monza        |           |           | 33.745    | USD 2.201 | 48.059    | USD 2.273 | 31.120    | USD 2.326 | 21.926    | USD 2.335 |      |  |         |      |
| Coupé 900 Monza            | 11.926    | USD 2.238 | 109.945   | USD 2.201 | 151.738   | USD 2.273 | 117.917   | USD 2.272 | 88.440    | USD 2.281 |      |  |         |      |
| Cabriolet 900 Monza        |           |           |           |           | 16.569    | USD 2.483 | 36.693    | USD 2.481 | 31.045    | USD 2.492 |      |  |         |      |
| Kombi 900 Monza            |           |           |           |           | 2.362     | USD 2.569 |           |           |           |           |      |  |         |      |
| Coupé 900 Monza Spider     |           |           |           |           | 6.894     | USD 2.569 | 11.827    | USD 2.589 |           |           |      |  |         |      |
| Cabriolet 900 Monza Spider |           |           |           |           | 2.574     | USD 2.779 | 7.472     | USD 2.798 |           |           |      |  |         |      |
| Coupé 600 Monza Spider     |           |           |           |           |           |           |           |           | 6.480     | USD 2.599 |      |  |         |      |
| Cabriolet 600 Monza Spider |           |           |           |           |           |           |           |           | 4.761     | USD 2.811 |      |  |         |      |
|                            |           |           |           |           |           |           |           |           |           |           |      |  |         |      |
| Gesamtstückzahl            | 250.007   |           |           | 297.881   |           |           | 306.023   |           |           | 254.571   |      |  | 199.387 |      |

Quelle: Die Summe der Einzelstückzahlen weicht von der Gesamtzahl ab. Dies ist einer unterschiedlichen Datenlage zu schulden. Die Quelle gibt jedoch sämtliche oben aufgeführten Zahlen wider.

### Galerie

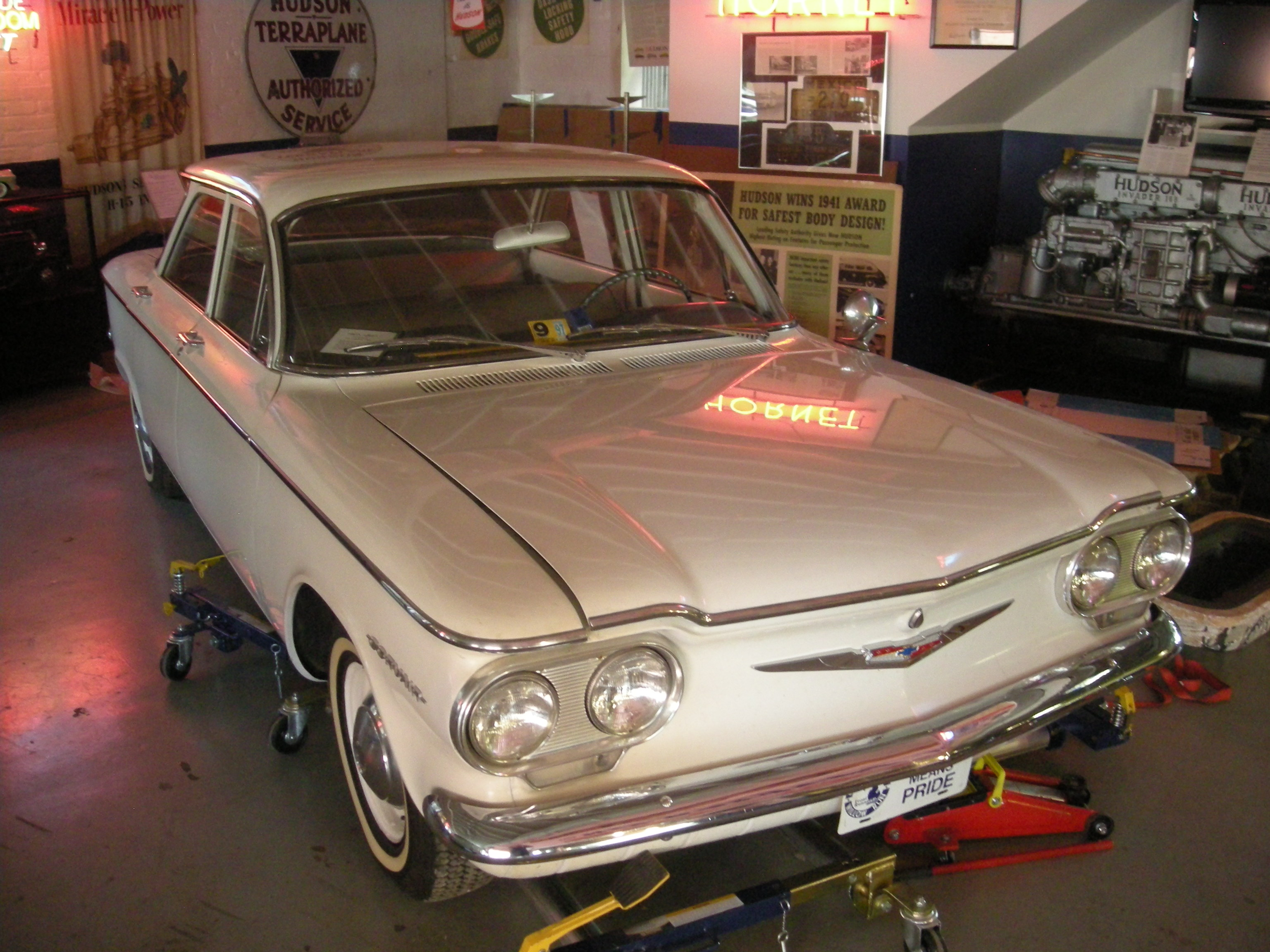
1960 Chevrolet Corvair
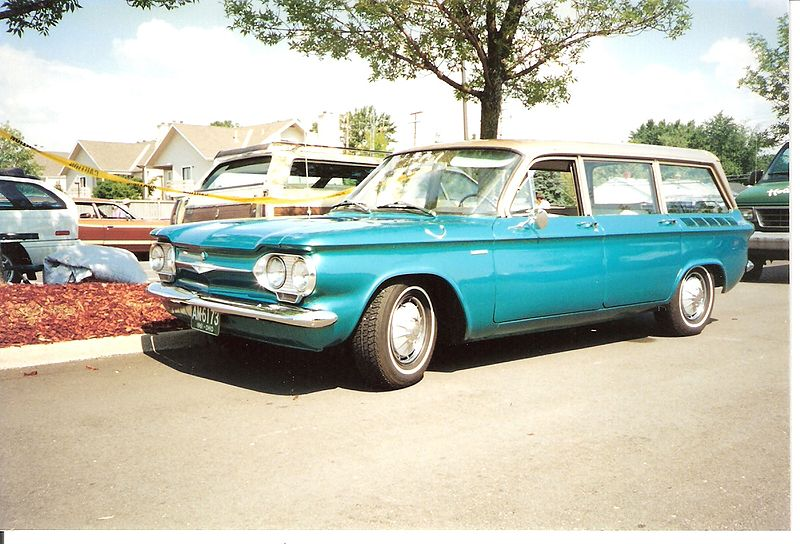
1961 Chevrolet Lakewood
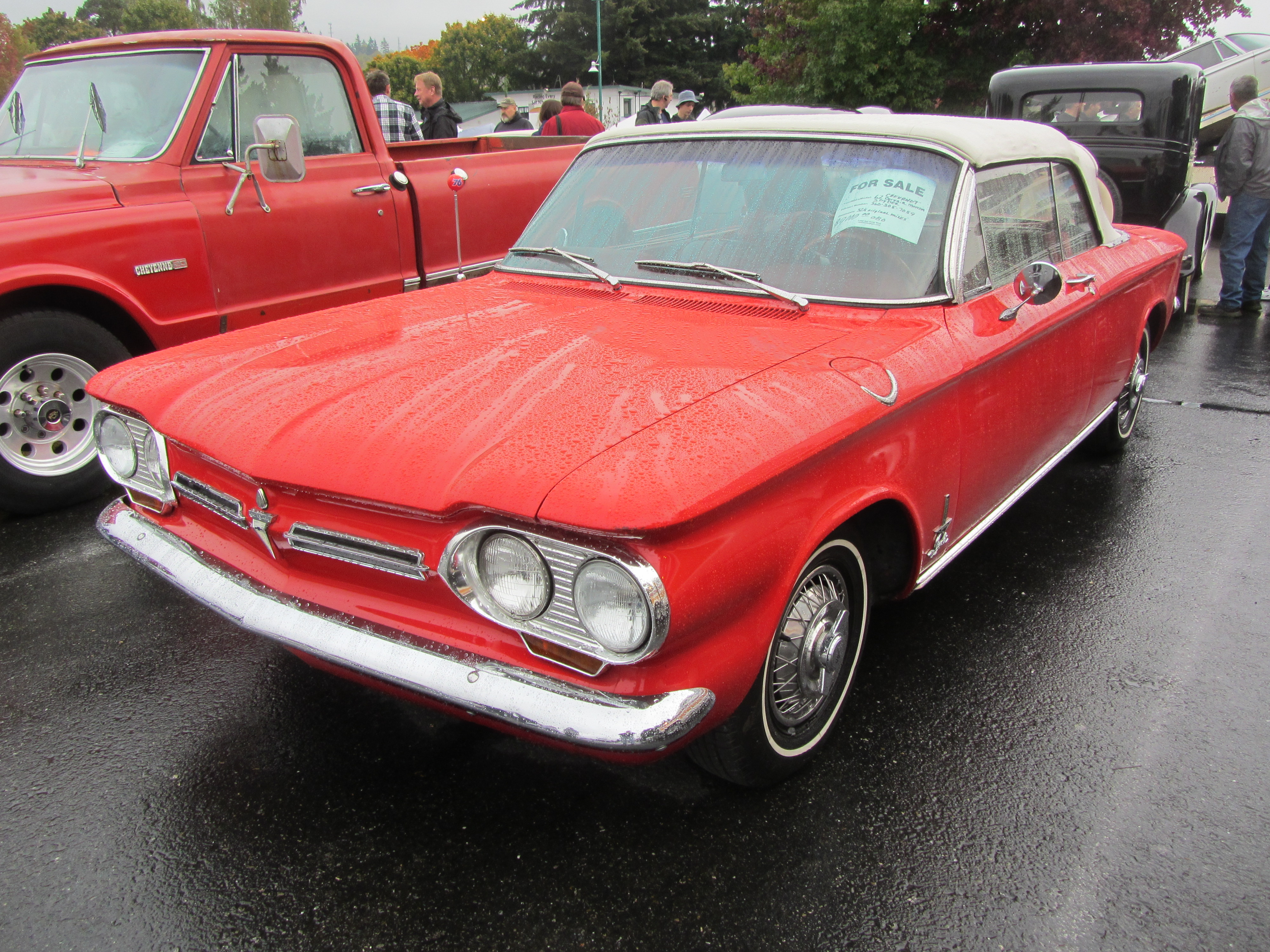
1962 Chevrolet Corvair Monza Spyder Cabriolet
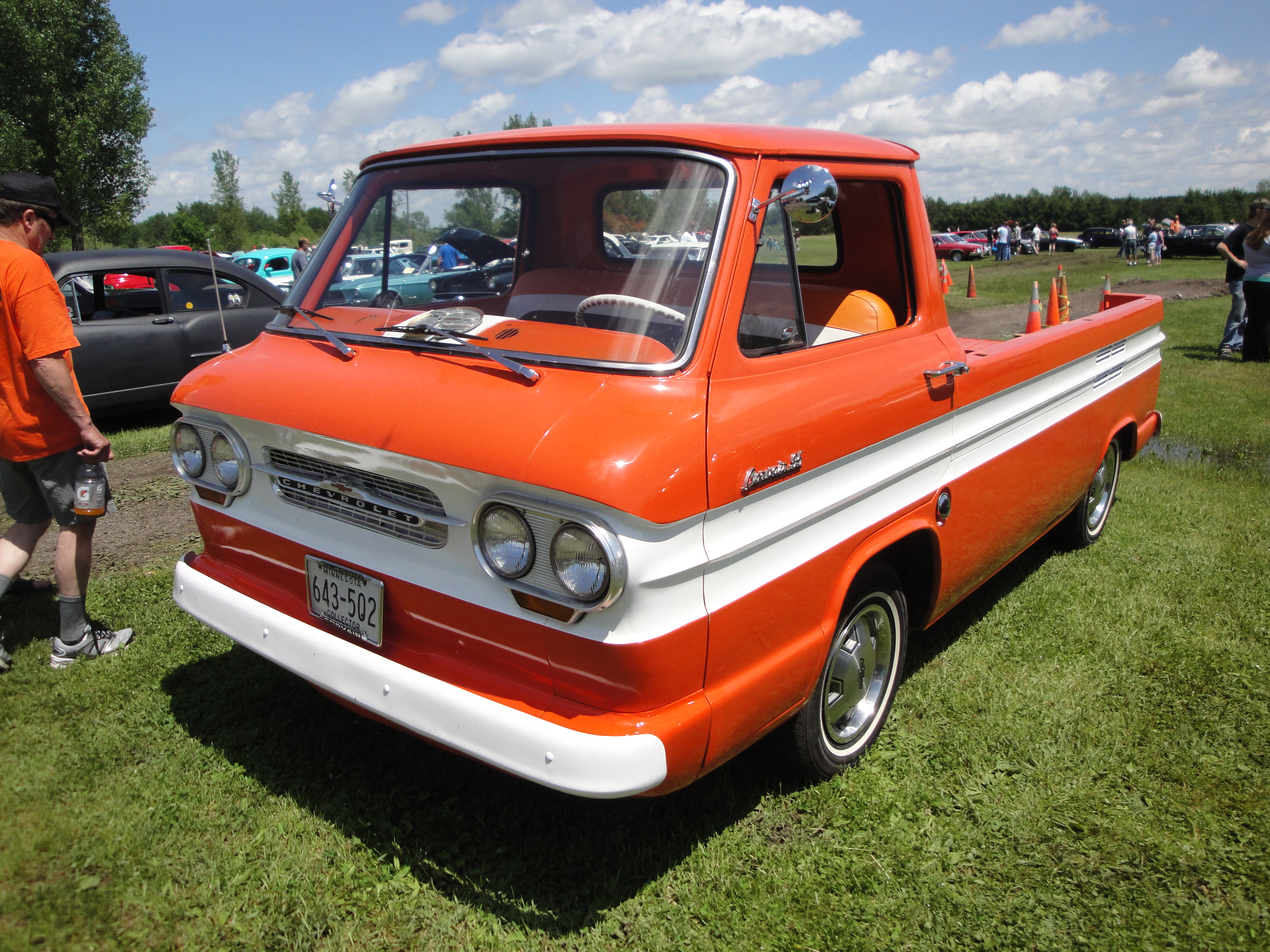
1962 Corvair 95
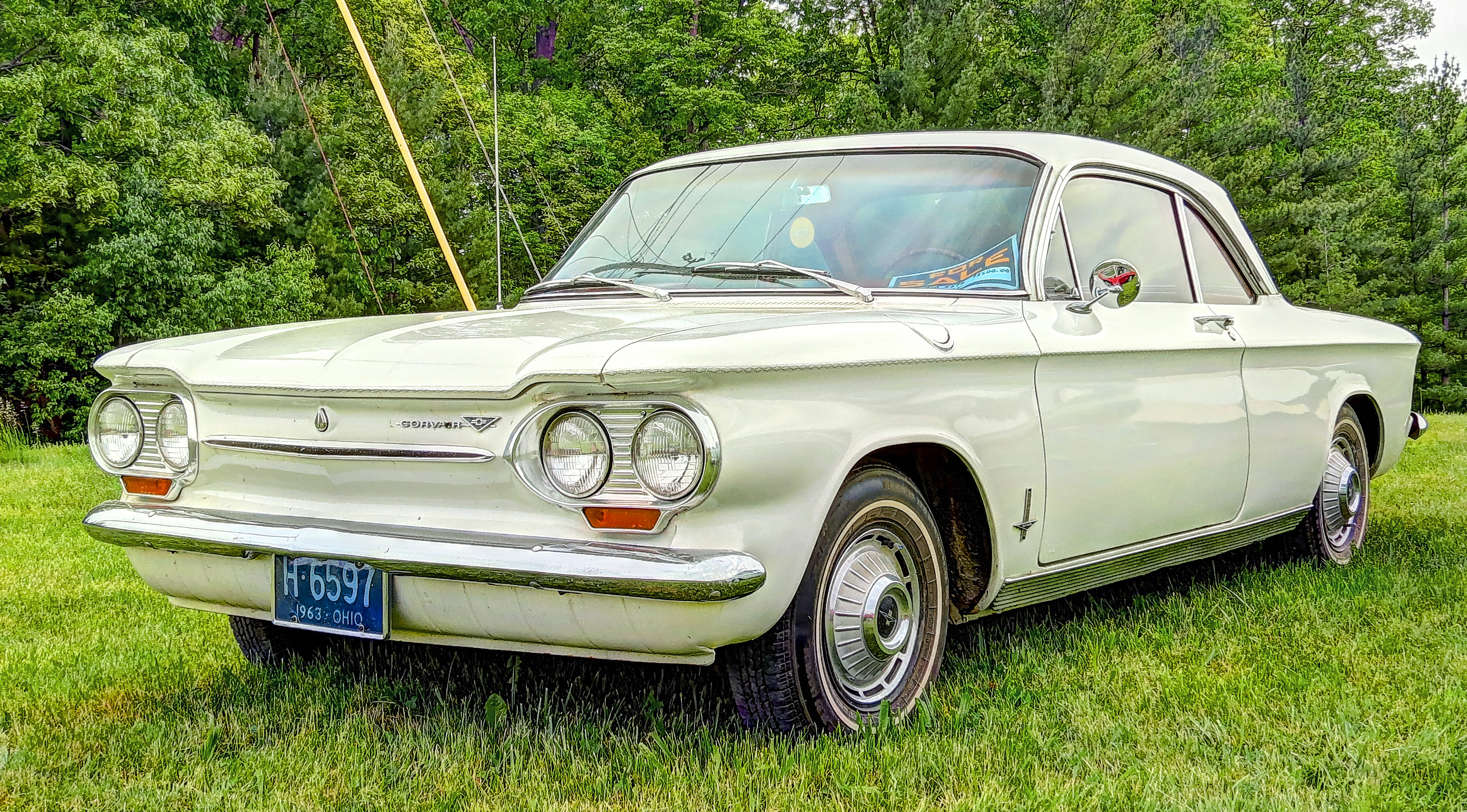
1963 Chevrolet Corvair Coupé
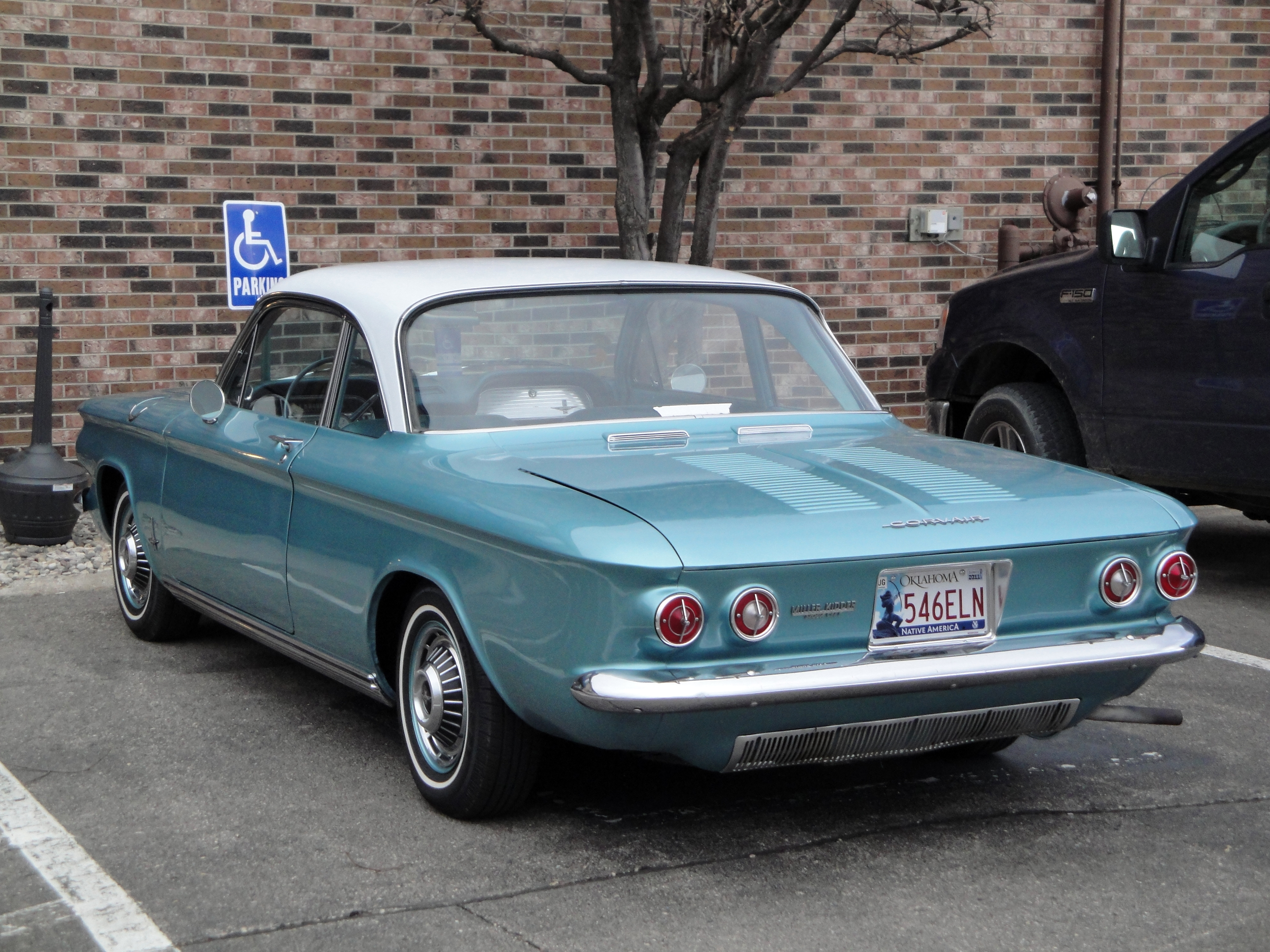
1963 Chevrolet Corvair Monza Coupé
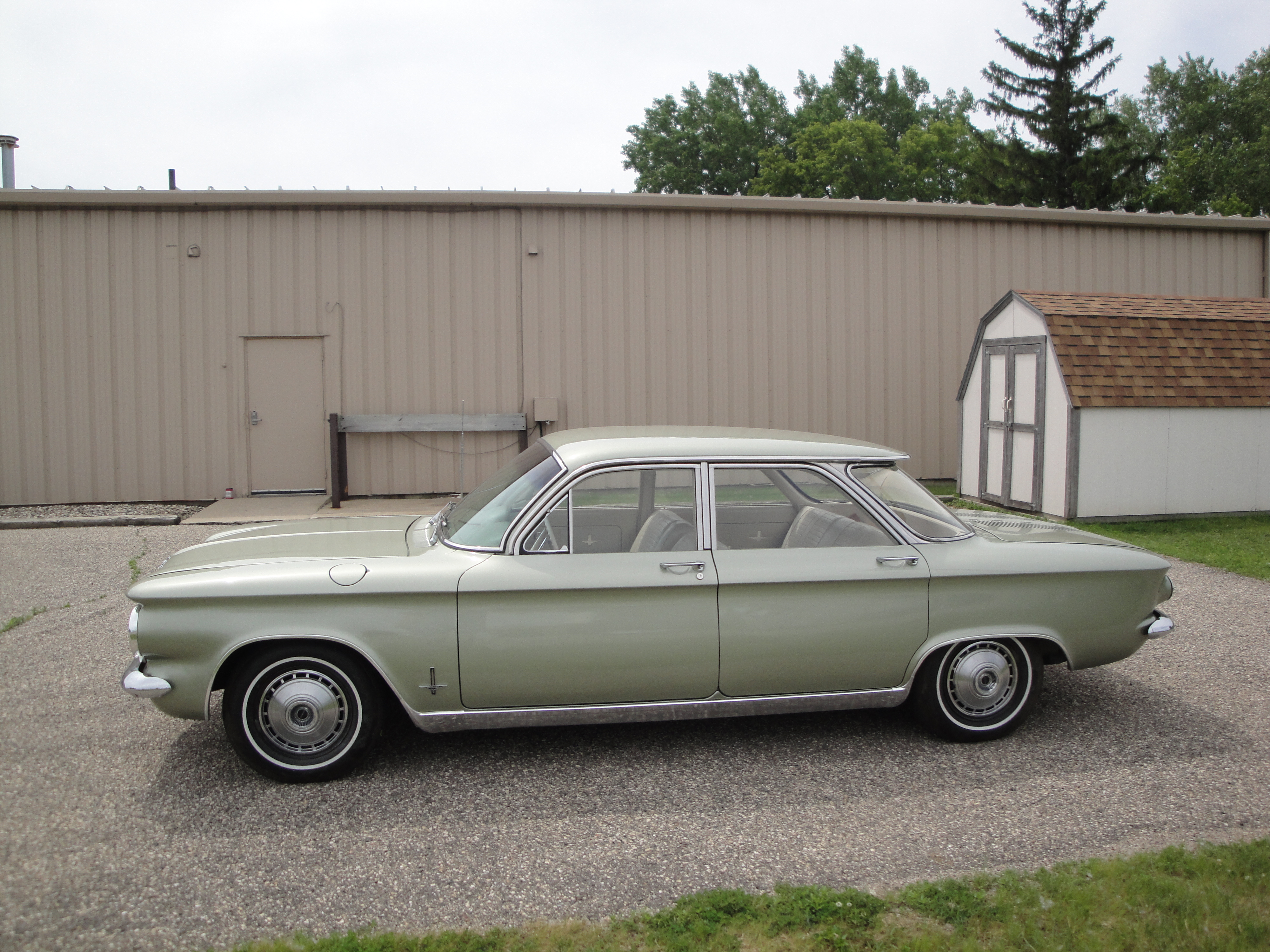
1964 Chevrolet Corvair
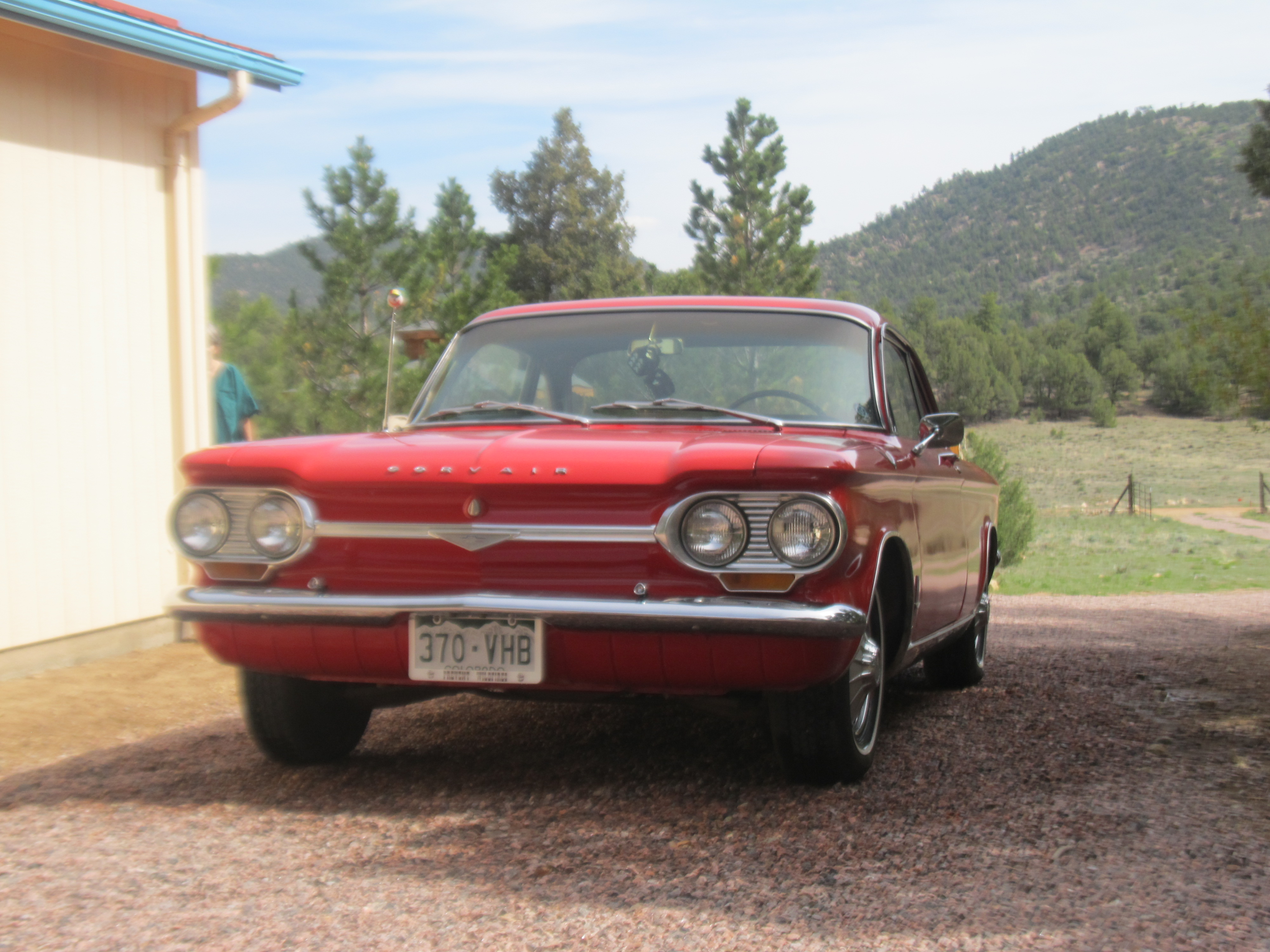
1964 Chevrolet Corvair Monza Coupé
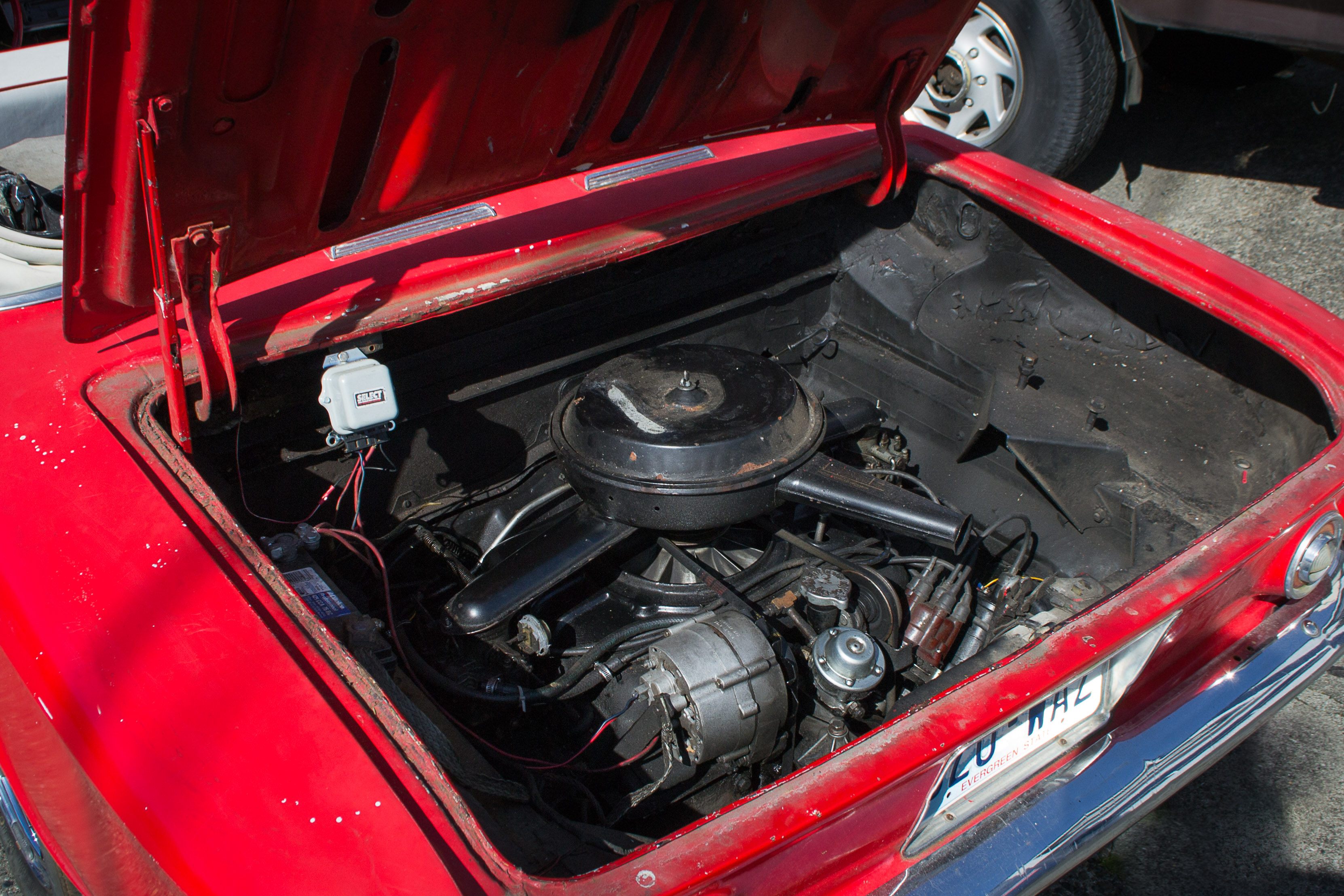
1964 Heckmotor eines Corvair

## 2. Generation (1965–1969)

### Angebotene Motoren der 2. Generation
Bei der Auswahl der möglichen Motoren der 2. Generation gab es, anders als in der 1. Generation, in diesen Modelljahren keine jährlichen Änderungen. Der Standard-Sechszylinder mit 95 SAE-PS wurde in der gesamten Zeit angeboten, ebenso wie die Variante mit 110 SAE-PS. Der 140 SAE-PS-Motor wurde im Jahr 1967 nicht angeboten und der 180 SAE-PS turboaufgeladene Motor entfiel 1967.
| Chevrolet Corvair                                   | 164                                                  | 164                                                  | 164                                                  | 164                                                  |
| --------------------------------------------------- | ---------------------------------------------------- | ---------------------------------------------------- | ---------------------------------------------------- | ---------------------------------------------------- |
| Bestellcode                                         | Std                                                  | L62                                                  | L63                                                  | L87                                                  |
| Motorname                                           | Turbo-Air                                            | Turbo-Air                                            | Turbo-Air                                            | Turbo-Charged                                        |
| Bauzeitraum                                         | 1965–1969                                            | 1965–1969                                            | 1965–1966 und 1968–1969                              | 1965–1966                                            |
|                                                     |                                                      |                                                      |                                                      |                                                      |
| Motorart                                            | Ottomotor                                            | Ottomotor                                            | Ottomotor                                            | Ottomotor                                            |
| Motorarbeitsverfahren                               | Viertakt                                             | Viertakt                                             | Viertakt                                             | Viertakt                                             |
| Motorbauart                                         | 6-Zylinder-Boxermotor, längs eingebaut               | 6-Zylinder-Boxermotor, längs eingebaut               | 6-Zylinder-Boxermotor, längs eingebaut               | 6-Zylinder-Boxermotor, längs eingebaut               |
| Hubraum                                             | 2685 cm3 (164 in3)                                   | 2685 cm3 (164 in3)                                   | 2685 cm3 (164 in3)                                   | 2685 cm3 (164 in3)                                   |
| Bohrung × Hub                                       | 87,31 mm × 74,67 mm (3,43 in × 2,94 in)              | 87,31 mm × 74,67 mm (3,43 in × 2,94 in)              | 87,31 mm × 74,67 mm (3,43 in × 2,94 in)              | 87,31 mm × 74,67 mm (3,43 in × 2,94 in)              |
| Bankwinkel                                          | 180°                                                 | 180°                                                 | 180°                                                 | 180°                                                 |
| Ventilsteuerung                                     | OHV, zwei Ventile, Stößel, Stoßstangen und Kipphebel | OHV, zwei Ventile, Stößel, Stoßstangen und Kipphebel | OHV, zwei Ventile, Stößel, Stoßstangen und Kipphebel | OHV, zwei Ventile, Stößel, Stoßstangen und Kipphebel |
| Nockenwellenantrieb                                 | Zahnräder                                            | Zahnräder                                            | Zahnräder                                            | Zahnräder                                            |
| Kühlung                                             | Temperaturgesteuerte Luftkühlung mit Gebläse         | Temperaturgesteuerte Luftkühlung mit Gebläse         | Temperaturgesteuerte Luftkühlung mit Gebläse         | Temperaturgesteuerte Luftkühlung mit Gebläse         |
| Bremsleistung (brutto SAE-PS) bei Drehzahl in min−1 | 95 SAE-PS bei 3600                                   | 110 SAE-PS bei 4400                                  | 140 SAE-PS bei 5200                                  | 180 SAE-PS bei 4000                                  |
| max. brutto Drehmoment bei min−1                    | 209 Nm (154 lbf·ft) bei 2400                         | 217 Nm (160 lbf·ft) bei 2800                         | 217 Nm (160 lbf·ft) bei 3600                         | 359 Nm (265 lbf·ft) bei 3200                         |
| Verdichtung                                         | 8,25 : 1                                             | 9,25 : 1                                             | 9,25 : 1                                             | 8,25 : 1                                             |
| Gemischaufbereitung                                 | zwei Fallstrom-Einfachvergaser                       | zwei Fallstrom-Einfachvergaser                       | vier Fallstrom-Einfachvergaser                       | ein Querstrom-Einfachvergaser                        |

Quellen:

### 1965
Im September 1964 präsentierte Chevrolet mit unverändertem Radstand von 2743 mm den Corvair der zweiten Generation mit etwas größerer Karosserie. Das Design wurde moderner, die tiefe Sicke entlang der Gürtellinie entfiel. An der Form des Frontgrills, der Scheinwerfer und Rückleuchten war der Corvair aber noch immer zu erkennen. Die A-Säule war jetzt nicht mehr gebogen, sondern gerade, wie bei allen Modellen dieser Zeit, und die Blinkleuchten wurden unter der Stoßstange angebracht.
Geliefert wurden anfänglich das Basismodell Corvair 500 als Hardtop-Coupé und -Limousine, der besser ausgestattete Corvair Monza als Coupé, Limousine und Cabriolet und als neues sportliches Spitzenmodell der Corvair Corsa als Coupé und Cabrio. Die anderen Ausstattungslinien der ersten Generation gab es nicht mehr. Eine Kombiversion sowie die Bus- und Transportervarianten wurden nicht mehr angeboten.
Für das Modelljahr 1965 erhielt der Corvair eine neue Hinterradaufhängung. Sie reduzierte die Neigung zum seitlichen Ausbrechen die bei den Modellen der ersten Generation zu Unfällen geführt hatte. Auf jeder Seite gab es zwei Querlenker (einer davon war die Antriebswelle mit Kreuzgelenken an jedem Ende) und einen Lenker (Fahrzeugtechnik) in Längsrichtung, der starr mit dem Radträger verbunden war (Zentrallenker). Damit war in allen Fahrsituationen ein fast konstanter Sturz der Hinterräder gegeben. Ende 1965 wurde die Lenksäule um ein Gelenk und eine Bodenverstärkung erweitert, um das Risiko des Eindringens der Säule bei Kollisionen zu verringern.
Diese Änderungen erhöhten die Eignung für den Rennsport.
Don Yenko von Yenko Chevrolet (bekannt z. B. durch die Yenko Camaro) erkannte dies und stieg als Rennfahrer von der Corvette auf Corvair um. Er bestellte im späten 1965 100 weiße Corvair Corsa, um sie zu Homologationsfahrzeugen herzurichten, damit die Reglements der SCCA erfüllt werden konnten. So entstanden leistungsgesteigerte Varianten, die unter dem Namen „Yenko Stinger“ angeboten wurden. Einige der Motoren wurden mit der Bezeichnung HP-Engine (High Performance) und SHPE (Special High Performance) ausgewiesen. Sie hatten unter anderem andere Schließwinkel, höhere Leistung durch etwas schärfere Nockenwellen, durch die die Ventile früher öffnen und später schließen, und gehärtete Kurbelwellen (nitriert). Anfang 1966 wurden diese Fahrzeuge in die „Class D“ eingestuft und konnten trotz dominierender Leichtgewichte wie Triumph TR4 bis gegen Ende der 1970er Jahre gute Erfolge erzielen.
GM versuchte, auf den Ford Mustang und andere Pony Cars zu reagieren. Doch die vorwiegend von V8 geprägten Kunden betrachteten den Corvair nicht als konkurrenzfähiges Auto. Versuche, den Corvair auf V8 umzugestalten, stellte GM bald ein und brachte 1967 den Camaro auf den Markt.
Der Verkauf des neuen Modells lief gut an, bis zum Erscheinen des Buches von Ralph Nader (siehe entsprechender Abschnitt) wurden 235.000 Einheiten abgesetzt.

### 1966
Für 1966 erhielt der Corvair verbesserte Drei- und Viergang-Synchrongetriebe. Für das Corsa-Modell war es das letzte Jahr, ebenso für den Produktionsstandort im kanadischen Oshawa. Neue Radabdeckungen im „Speichen“-Stil für alle Modelle mit modellspezifischem Zentrum wurden montiert. Das vordere Chevy-Emblem war jetzt blau (und blieb in dieser Farbe bis zum Ende der Produktion). Neue Sonderausstattungen wie Kopfstützen, Schultergurte, ein Delco FM-Stereo-Multiplex-Radio mit vier Lautsprechern, eine elektrische Heckantenne waren ebenfalls verfügbar.
Der Kondensator der Klimaanlage wurde verkleinert. Zur Verbesserung der Sicherheit erhielten die Modelle vier Beckengurte (zwei vorne, zwei hinten), ein gepolstertes Armaturenbrett, größere Rücklichtgläser und einen abblendbaren Rückspiegel. Rückfahrscheinwerfer, Scheibenwaschanlage, gepolsterte Sonnenblenden waren ebenfalls serienmäßig. Die 110- und 140-SAE-PS-Modelle waren an entsprechenden Heckemblemen erkennbar.

### 1967
1967 entfiel der Corsa ersatzlos und mit ihm die 180-SAE-PS-Version des Turbomotors. Es war das letzte Jahr für die viertürige Hardtop-Limousine. Alle Modelle bekamen eine energieabsorbierende Lenksäule, ein Zweikreis-Bremssystem und stärkere Türscharniere. Ein neues Sicherheitslenkrad mit drei Speichen war serienmäßig wie auch eine Warnblinkanlage und eine zusätzliche Polsterung der Instrumententafelabdeckung. Schultergurte waren Standard. Neue dünnschalige „Astro-Bucket“-Vordersitze mit neuem Vinylmuster wurden bei den Monzas zur Serie. GM gab für dieses Modelljahr eine neue 5-Jahres-Garantie auf den Motor und den Antriebsstrang.
Die sportlichen Varianten bekamen durch den Camaro einen starken Wettbewerber aus dem eigenen Haus, der zudem mit einer reicheren Auswahl an Motoren und extra Ausstattungen kombinierbar war. Die Verkaufszahlen der folgenden Modelljahre spiegelten dies wider.

### 1968
Für das Modelljahr 1968 wurde die viertürige Limousine aus dem Programm genommen; somit blieben das Grundmodell als Coupé und der Monza als Coupé und Cabrio im Angebot. Eine Kraftstoff-Rücklaufleitung und ein Warnsummer für steckengelassene Zündschlüssel wurden zur Serienausstattung. Vordere Schultergurte waren ab 1. Januar 1968 serienmäßig, hintere Schultergurte waren für alle Modelle als Extra lieferbar. Die fortan vorgeschriebenen Seitenmarkierungsleuchten (vorne klar mit gelben Glühbirnen, hinten rot) wurden bei allen Modellen an den Kotflügeln angebracht.

### 1969
Für das neue und letzte Modelljahr gab es keine wesentlichen Veränderungen. Die Vordersitze wurden breiter und erhielten neue Kopfstützen. Die vorderen Seitenmarkierungen waren mit gelben Linsen und klaren Glühbirnen ausgeführt. Neu gestaltete Zünd-, Tür- und Kofferraumschlüssel wurden eingeführt. Die Produktion in den letzten Monaten erfolgte in einem speziellen Bereich des Willow Run-Werks, in dem noch von Hand gefertigt wurde.
Am 14. Mai 1969 wurde die Produktion ersatzlos eingestellt.

### Produktionszahlen und Preisentwicklung 2. Generation
Auf Grund immer weiter zurückgehender Verkaufszahlen wurde die Produktion des Corvair vor Ende des eigentlichen Modelljahres eingestellt. Ein olympiagoldener Corvair Monza mit der Seriennummer 105379W706000 war das letzte gebaute Fahrzeug. Die letzten Kunden erhielten einen Gutschein über 150 USD, den sie bis 1973 bei jedem Chevrolet-Händler einlösen konnten.

| Modelljahr      | 1965      | 1965      |           | 1966      | 1966      |           | 1967      | 1967      |           | 1968      | 1968 |  | 1969  | 1969 |
| Modelljahr      | Stückzahl | Preis     | Stückzahl | Preis     | Stückzahl | Preis     | Stückzahl | Preis     | Stückzahl | Preis     |      |  |       |      |
| --------------- | --------- | --------- | --------- | --------- | --------- | --------- | --------- | --------- | --------- | --------- | ---- |  | ----- | ---- |
| Limousine 500   | 17.560    | USD 2.096 | 8.779     | USD 2.157 | 2.959     | USD 2.194 |           |           |           |           |      |  |       |      |
| Coupé 500       | 36.747    | USD 2.022 | 24.045    | USD 2.083 | 9.257     | USD 2.128 | 7.206     | USD 2.243 | 2.762     | USD 2.258 |      |  |       |      |
| Limousine Monza | 37.157    | USD 2.370 | 12.497    | USD 2.424 | 3.157     | USD 2.464 |           |           |           |           |      |  |       |      |
| Coupé Monza     | 88.954    | USD 2.297 | 37.605    | USD 2.350 | 9.771     | USD 2.398 | 6.897     | USD 2.507 | 2.717     | USD 2.522 |      |  |       |      |
| Cabriolet Monza | 26.466    | USD 2.440 | 10.345    | USD 2.493 | 2.109     | USD 2.540 | 1.386     | USD 2.626 | 521       | USD 2.641 |      |  |       |      |
| Coupé Corsa     | 20.291    | USD 2.462 | 7.330     | USD 2.519 |           |           |           |           |           |           |      |  |       |      |
| Cabriolet Corsa | 8.353     | USD 2.608 | 3.142     | USD 2.662 |           |           |           |           |           |           |      |  |       |      |
|                 |           |           |           |           |           |           |           |           |           |           |      |  |       |      |
| Gesamtstückzahl | 235.500   |           |           | 103.743   |           |           | 27.253    |           |           | 15.400    |      |  | 6.000 |      |

Quelle: Die Summe der Einzelstückzahlen weicht von der Gesamtzahl ab. Dies ist einer unterschiedlichen Datenlage zu schulden. Die Quelle gibt jedoch sämtliche oben aufgeführten Zahlen wieder.

### Galerie

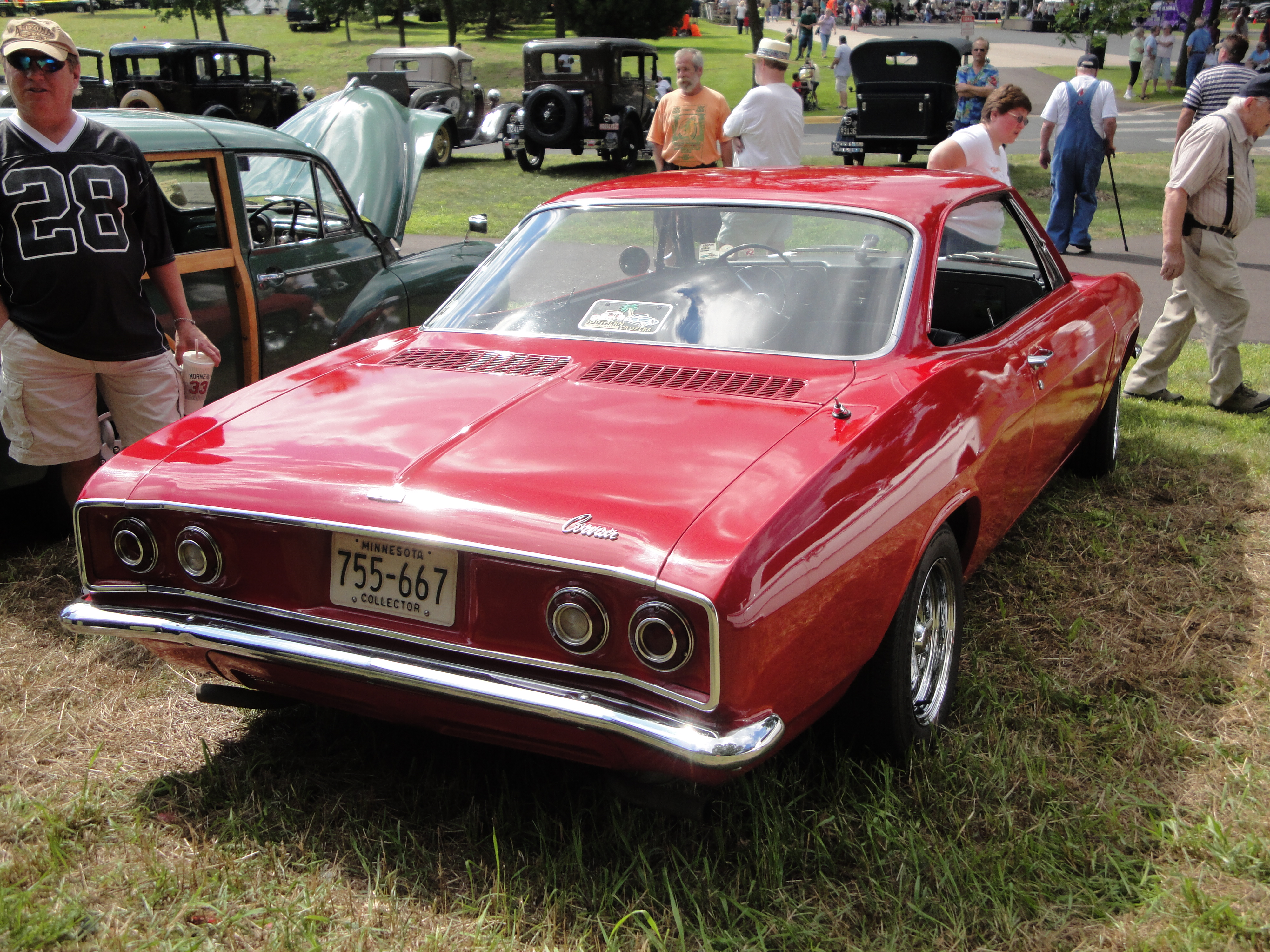
Chevrolet Corvair (1965)
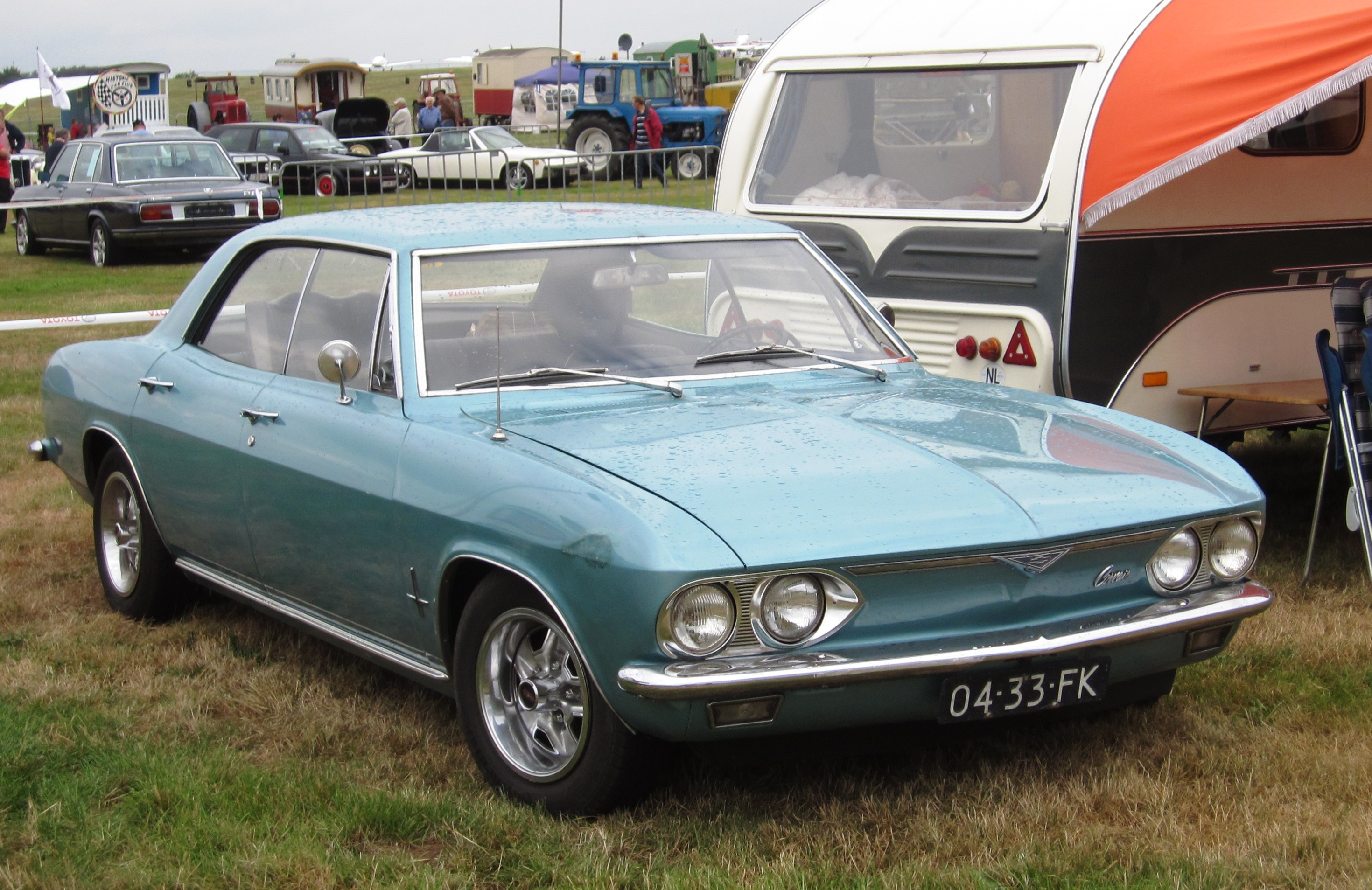
Chevrolet Corvair Sedan (1966)
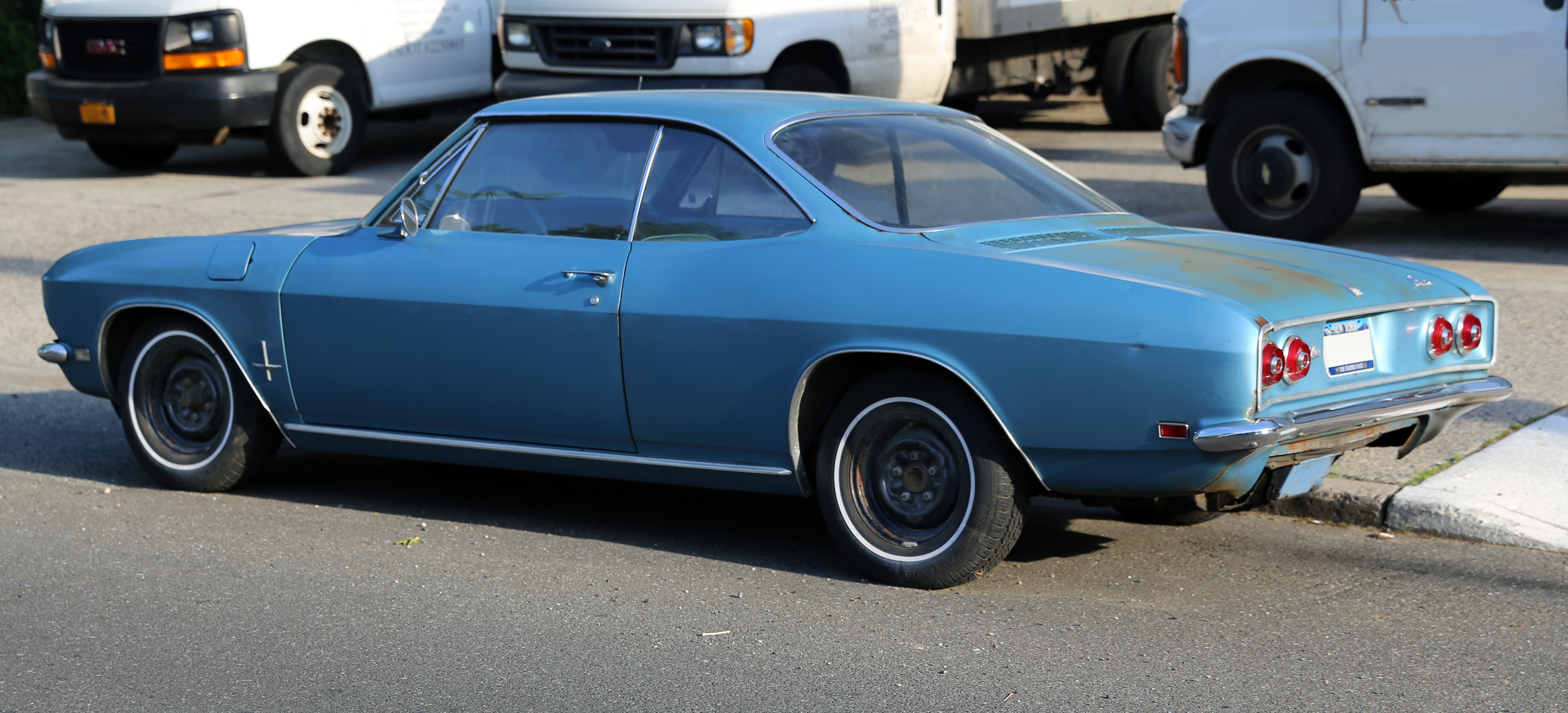
Chevrolet Corvair Coupé (1968)
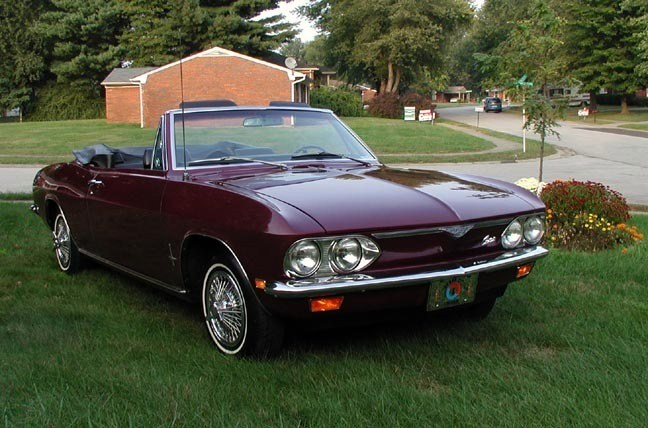
Chevrolet Corvair Monza Convertible (1969)

## Sicherheitsprobleme und Modellpflege
Die hintere Radaufhängung des Corvair bestand bis zum Modelljahr 1964 aus einer Pendelachse, das heißt die von Schwingarmen geführten Antriebswellen hatten innen am Differential Gelenke und waren außen starr mit den Radnaben verbunden. Das Fahrverhalten der Fahrzeuge ist für diese Konstruktion typisch: Bis zur Grenzgeschwindigkeit leicht übersteuernd und sportlich zu fahren, verändert sich bei zu hoher Geschwindigkeit in Kurven (vor allem bei Bodenwellen) der Radsturz in Richtung positiv (das Rad knickt nach innen ein). Folge ist eine abrupte Zunahme des Übersteuerns, also ein Ausbrechen des Wagenhecks. Einige Ingenieure bei Chevrolet hatten bereits bei der Fahrzeugerprobung Bedenken; das recht einfache und preiswert herzustellende Fahrwerk wurde aber lediglich durch die Angabe bestimmter Reifenluftdrücke entschärft – hinten wesentlich höher als vorne. Diese Angaben in der Bedienungsanleitung wurden allerdings häufig als Druckfehler fehlinterpretiert und nicht befolgt.
Nachdem es zu Unfällen mit einigen Todesopfern gekommen war, wurde zum Modelljahr 1964 die Hinterachse überarbeitet: Eine zusätzliche Ausgleichsfeder wurde angebracht und alle Fahrzeuge bekamen nun einen stärkeren Stabilisator vorn. Die härtere Federung war nicht mehr lieferbar. Auch wurden die Trommelbremsen überarbeitet.
Zum Modelljahr 1965 wurde die hintere Pendelachse durch eine von der Corvette abgeleitete Zentrallenkerachse mit doppelten Querlenkern und Schraubenfedern ersetzt. Damit war das Fahrverhalten des Corvair zwar immer noch typisch für einen Wagen mit Heckmotor; das Übersteuern war aber nun besser kontrollierbar.

## Die Kampagne gegen den Corvair
In den ersten Produktionsjahren war der Corvair durchaus erfolgreich und erreichte Produktionszahlen von 200.000 bis 300.000 Stück jährlich (genaue Stückzahlen siehe oben). Im Jahr 1965 kam der Wagen in die Schlagzeilen, vor allem durch die Verkehrssicherheitskampagne des Verbraucherschutzanwalts Ralph Nader, der in seinem Buch Unsafe at Any Speed (1965) dem Corvair ein „gefährliches Fahrverhalten“ vorwarf.
Der Corvair hatte eine Gewichtsverteilung von 60 bis 63 % auf der Hinterachse und laut Vorschrift eine Reifendruckverteilung, die außerhalb der üblichen Norm lag: 15 psi (1,0 bar) vorne und 26 psi (1,8 bar) hinten. Die Amerikaner waren es aber gewöhnt, vorne und hinten den gleichen Reifendruck zu verwenden, so fuhren viele Corvairs mit zu harten Reifen vorne und zu weichen Reifen hinten. Der schwere Motor und die Pendelachse führten im Zusammenwirken mit schwachen Stoßdämpfern und Diagonalreifen zu „mangelnden Geradeauslaufeigenschaften, Seitenwindempfindlichkeit und übergangslosem Übersteuern“. Seine Fahreigenschaften entsprachen im Prinzip den zeitgenössischen europäischen Heckmotorwagen (VW Käfer, Škoda 1000 MB, NSU Prinz, Renault Dauphine, Simca 1000, Porsche 356), jedoch waren diese Fahrzeuge deutlich leichter und überwiegend schwächer motorisiert. Während der übliche amerikanische Wagen auf Untersteuern ausgelegt war, musste der Corvair in Kurven anders gelenkt werden, als es der amerikanische Autofahrer gewohnt war.
In der Folge ließ die Nachfrage nach dem Corvair ab 1966 schlagartig nach. Der Ruf des relativ kleinen, gut motorisierten und daher sportlich zu fahrenden Fahrzeuges war genau zu dem Zeitpunkt ruiniert, als die Verbesserungen in die Serie eingeführt wurden. Wegen der zurückgehenden Verkäufe wurde der Corvair 1969 ohne Nachfolger eingestellt.
Ein 1972 von der Texas A&M University veröffentlichter Bericht der Sicherheitskommission kam zu dem Schluss, dass der Corvair von 1960 bis 1963 in Extremsituationen kein größeres Potenzial für einen Kontrollverlust besaß als seine zeitgenössischen Konkurrenten. Das Verkehrsministerium der Vereinigten Staaten gab 1972 eine Pressemitteilung heraus, in der die Ergebnisse der NHTSA-Tests aus dem Vorjahr beschrieben wurden. Die NHTSA hatte 1971 eine Reihe von Vergleichstests durchgeführt, bei denen das Fahrverhalten des 1963er Corvair und vier zeitgenössischer Autos – Ford Falcon, Plymouth Valiant, Volkswagen Käfer und Renault Dauphine – sowie eines Corvair der zweiten Generation (mit einer komplett neu gestalteten, unabhängigen Hinterradaufhängung) untersucht wurde. Der 143-seitige Bericht überprüfte die NHTSA-Tests zum Fahrverhalten unter extremen Bedingungen, die nationalen Daten über die Unfallbeteiligung der getesteten Fahrzeuge sowie die interne Dokumentation von General Motors zum Fahrverhalten des Corvair. Die NHTSA beauftragte daraufhin ein unabhängiges Beratungsgremium von Ingenieuren mit der Überprüfung der Tests. Dieses Gremium kam zu dem Schluss, dass „der Corvair von 1960–63 im Vergleich zu den zeitgenössischen Fahrzeugen, die in den Tests gefahren wurden, gut abschneidet […] das Fahrverhalten und die Stabilität des Corvair von 1960–63 führen nicht zu einem abnormalen Potenzial für Kontrollverlust oder Überschlag, und es ist mindestens so gut wie das Fahrverhalten einiger zeitgenössischer Fahrzeuge, sowohl ausländischer als auch inländischer.“

## Elektro-Prototypen
Mit dem Chevrolet Electrovair von 1964 und 1965 entwickelte die General Motors Advanced Engineering Group zwei Versuchsfahrzeuge mit Elektroantrieb. Der Corvair wurde nach der Corvette als zweitleichtester Pkw von Chevrolet für den Umbau gewählt, der Heckmotor war dafür vorteilhaft. Beide basierten auf der viertürigen Limousine. Bei der ersten wurden die hinteren Türen zugeschweißt, um dem Fahrzeug mehr Steifigkeit zu geben. Die Antriebsbatterie aus Silber-Zink-Akkumulatoren mit einer Spannung von insgesamt 532 V erhöhte das Leergewicht von 2500 lb (1134 kg) auf etwa 3000 lb (1684 kg). Sie konnte etwa 100-mal aufgeladen werden, bevor sie ausgetauscht werden musste. Die Reichweite pro Ladung lag bei 40 bis 80 Meilen (etwa 65–130 km). Die Batterien füllten den ganzen Koffer- und Motorraum aus. Die Rückbank entfiel, um weitere Komponenten unterzubringen. Angetrieben wurde der Wagen von einem 115-kW-Elektromotor von ACDelco. Mit einer Spitze von 80 mph (knapp 130 km/h) und einer Beschleunigung von 16 Sekunden auf 60 mph (96 km/h) waren die Leistungen mit dem Serienwagen vergleichbar. Die Erstausstattung kostete damals mit USD 160.000 das Vielfache eines Neuwagens (das entspricht mit Stand 2025 etwa 1.361.400 EUR). Electrovair II wird oft als 1966er Modell bezeichnet. Es ist heute Bestandteil der Sammlung des GM Heritage Center.